# Bhagur
Bhagur é uma cidade  no distrito de Nashik, no estado indiano de Maharashtra.

## Demografia
Segundo o censo de 2001, Bhagur tinha uma população de 12,454 habitantes. Os indivíduos do sexo masculino constituem 51% da população e os do sexo feminino 49%. Bhagur tem uma taxa de literacia de 75%, superior à média nacional de 59.5%; a literacia é de 55% no sexo masculino e 45% no sexo feminino. 13% da população está abaixo dos 6 anos de idade.